# Molí del Soler (Sant Sadurní d'Osormort)
El Molí del Soler és una obra de Sant Sadurní d'Osormort (Osona) protegida com a bé cultural d'interès local.

## Descripció
Antic molí que consta d'un cos de planta rectangular amb cossos adossats al sud i a l'oest de manera que es forma un pati interior o barri davant l'entrada principal situada ponent. El recinte d'aquest sector és tancat per una reixa de ferro, aquí podem observar els cossos adossats que són de menys alçada, el de la dreta amb un portal rectangular. L'entrada principal presenta un arc de mig punt en el portal, una finestra a la planta i dues al primer pis. Al sector nord, on es veuen clarament els dos cossos, s'hi adossen petits coberts i s'hi obren finestres d'arc rebaixat i de totxo. A llevant podem observar la xemeneia principal de la construcció feta de maó. La part de tramuntana es troba coberta per la vegetació i és gairebé inaccessible. Al sud-est hi ha una bassa.

## Història
Antic molí situat a la riba de la riera Major, que pertany a la parròquia de Sant Sadurní d'Osormort que un principi fou terme de Sant Llorenç del Munt o de Cerdans, més tard s'uní civilment al terme d'Espinelves i ara és independent. La notícia històrica del molí es troba lligada a la del Soler, mas que el trobem documentat en el fogatge de 1553 de la parròquia i terme de St. Sadurní d'Osormort quan habitava el mas un tal "Joan Solé". El nomenclàtor de la província de Barcelona de l'any 1860 parla de l'existència de "dos fábricas de papel de estraza i un molino harinero". El Soler segurament que fou una de les dites fàbriques de paper perquè la tradició oral encara ens consta que fou un molí paperer.